# Gyinae
Sous-famille
Les Gyinae sont une sous-famille d'opilions eupnois de la famille des Sclerosomatidae.

## Distribution
Les espèces de cette sous-famille se rencontrent en Europe et en Asie.

## Liste des genres
Selon World Catalogue of Opiliones (16/05/2021) :
- Gyas Simon, 1879
- Gyoides Martens, 1982
- Rongsharia Roewer, 1957

## Publication originale
- Šilhavý, 1946 : « Morfologické a systematické poznámky o druhu Gyas annulatus (Olivier) – Adnotata ad collocationem systematicam et morphologiam speciei Gyas annulatus (Olivier) - Opiliones. Gyantinae, nova subfamilia mihi. » Sborník Klubu Prírodovedeckého v Brne, vol. 26, p. 129–134.